# Johann Hildebrand Withof

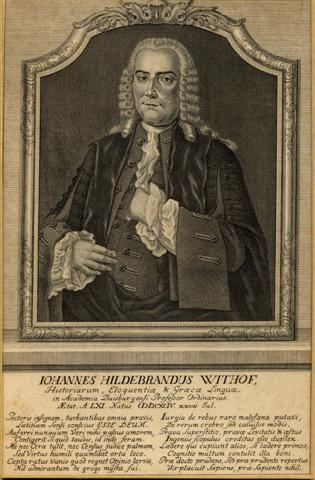
Johann Hildebrand Withof

Johann Hildebrand Withof (* 27. Juni 1694 in Lengerich; † 13. Februar 1769 in Duisburg) war Professor für Beredsamkeit und Geschichte in Duisburg. Berühmt geworden ist er durch seine Geschichte der Stadt Duisburg. Als Mitglied der Res publica litteraria gehörte er zu den letzten lateinischen Dichtern.

## Leben
Johann Hildebrand Withof wurde als Sohn des Kaufmanns Eberhard Withof (geb. 24. September 1662 in Lengerich) und seiner Ehefrau Johanna Sibylla Schulze oder Schultz (geb. 17. März 1665 in Lengerich) am 27. Juli 1694 in Lengerich geboren. Schon mit neun Monaten verlor er seinen Vater und wurde daher von der Mutter und später durch einen Vormund in calvinistischer Tradition erzogen.
Schon während seiner schulischen Grundausbildung in den Lateinschulen in Lengerich und Tecklenburg wurde seine Sprachbegabung durch den Rektor der Schule Diedrich Hermann Hünemann erkannt, so dass er zur weiteren Ausbildung an das Pädagogium in Bremen 1708 geschickt wurde. Am 3. November 1711 schrieb er sich als Student in die Hohe Schule zu Bremen ein. Unter der Anleitung der Professoren Johann Havighorst (1674–1732) für die Beredsamkeit und Dichtkunst, des Jakob Meyer für das Griechische und Hebräische, sowie Gottfried Jüngst und Albert Schumacher (1661–1743) in der Theologie, bekam er überraschend schnell die notwendigen Kenntnisse. Schon 1716 folgte die erste öffentliche lateinische Disputation (De polytheotheti antediluviana occasione Ioci Genesis IV, 26), die sein Studium in Bremen abschloss. Es folgten zwei weitere Studienjahre auf der reformierten Universität Utrecht, die ihm einen solchen Bekanntheitsgrad einbrachten, dass er schon 1718 zum Rektor des Gymnasiums in Bommeln (Niederlande) berufen wurde und dieses Amt mit einer Rede über die Nützlichkeit klassischer Sprachen für alle Wissenschaften begann.
Schon 1719 folgte er einem Ruf an die Universität Duisburg und hielt am 19. April 1720 seine Antrittsvorlesung (de decreto Julianis apostatae circa scholas Christianorum claudendas). Als Professor für Geschichte, Beredsamkeit und Griechische Sprache wirkte er fast 50 Jahre lang und seine ungeheuren Kenntnisse im Bereich der antiken Schriftsteller brachten ihm wissenschaftlichen Ruhm. Aufgrund seiner langen Wirkungszeit an der Hochschule wurde er sechsmal Rektor (1725, 1737, 1748, 1756, 1757, 1768) der Universität Duisburg.
Seine wissenschaftlichen Arbeiten umfassten in besonderem Maße die Auslegung schwieriger und umstrittener Textstellen antiker Schriftsteller (z. B. Praemetium crucium criticarum, praecipue ex Seneca Tragico), die Anfertigung öffentlicher Reden zu Friedensschlüssen (z. B. Oratio panegyrica de pace inter serenissimos Poloniae et Borussiae Reges, nec non Reginam Hungariae, nebst einer Elegie Duisburg) und die offiziellen Würdigungen bei Todesfällen hochrangiger Persönlichkeiten. Seine Deutungen einiger unklarer Textstellen in der antiken Literatur hat Bestand.
Die besondere Vorliebe Johann Hildebrand Withofs war die Anfertigung lateinischer Oden und Elegien, die in keiner seiner Reden und Veröffentlichungen fehlen durften (z. B. Carmen Seculare). Seinen Kindern widmete er ein ganzes Buch mit Oden. Inhalt dieser Oden waren immer Themen der aufklärerischen Vernunft in Bezug zur christlichen Ethik und anhand von Beispielen aus der Antike.
Chronogramme waren sein Steckenpferd, eine Fingerübung, die er gerne an den Anfang der Matrikel der Jahre stellte, die von ihm als Rektor geleitet wurden. Sein Wahlspruch war denn auch: „FasCes sVnt FasCes, seD tV DeVs aDiuVe qVaeso“.
Zu jenen Zeiten gab es noch ein Zensurrecht über alle veröffentlichten Schriften im Gebiet Kleve und Mark, und dieses stand seit 1655 der Universität Duisburg zu. 1743 wurde Withof „zum spezialen Censor der dorten auskommenden Schriften in publico allergnädigst approbiert“.
Ein weiteres Amt war die Redigierung des wissenschaftlichen Teils der Duisburger „Adresse- und Intelligenz-Zettel“, das er sehr gewissenhaft versah und hierfür eine Vielzahl von populärwissenschaftlichen Artikeln verfasste. Darunter ragte besonders eine über zwei Jahre als Fortsetzung erscheinende Geschichte der Stadt Duisburg heraus.
Johann Hildebrand Withof war seit seinem 35. Lebensjahr durch einen Unfall gehbehindert, und so konnte er sich ganz auf seine wissenschaftliche Arbeit konzentrieren. Er besaß eine große Bibliothek von über 15.000 Büchern. Auf Grund seiner hohen Bildung und seiner Weisheit war er beliebt und seine Studenten widmeten ihm ein Gedicht bei seinem am 13. Februar 1769 erfolgten Tode.
O wer schildert Ihn recht, den Lehrer, der uns ist entrissen?
WITHOF war ein Original ...
Wer schildert die Sorgen des Amtes, die Last, den Druck der Geschäfte,
Die Er für uns noch als Greis übernahm.
Und wer zeichnet Ihn recht in seinen großen Talenten?
Wer kennt seine Tugend .. Sein ganzes Verdienst ..
O wer kennt Ihn .. als Freund .. als Christen .. und als Patrioten,
Der bei seiner Bahre nicht weint.
Fünf mal zehn Sommer war er nun bald in unserm Athene,
Der Lehrer! und Duisburg blühet nach Ihm.
Und diese Dekaden .. wie reich, wie fruchtbar an großen Verdiensten!
Hier ensinket der Pinsel der Hand.
Über sich selbst schrieb Withof unter seinen Kupferstich:
Bei dem Frevel böser Leute hat es mich immer erfreut,
Dass ich wußte, Gott bestehe, der der ganzen Welt gebeut.
Nimmer ließ mich mein Trieb zu der Wahrheitsliebe wanken;
Hab ich irgend Lob verdient, alles muss ich der verdanken,
Keinen Schätzen, keinem Adel maß ich jemals Würde bei,
Sondern glaubte, dass nur Tugend auch im Niedern Größe sei.
Überzeugt, dass Meinungen uns durch Larven meist erregen,
Trat ich völlig denen bei, die nichts zu bewundern pflegen.
Auch die schlimmsten Zänkereien hab ich mehrenteils gesehn
Nur allein des Umstands wegen, nicht um Sachen selbst entstehn.
Hier des Aberglaubens Wut, dort des Leichtsinns tolle Freuden
Schienen mir ein Klippenpaar, das Bedächtige vermeiden:
Wer zu plagen andre trachtet, plagt sich immer selbst vorhin:
Diese Lehre der Erfahrung war mir wichtiger Gewinn.
War ich gleich Gelehrten sehr, Klugen war ich mehr gewogen,
Klugen habe ich Weisen noch, Weisen keine vorgezogen.
(Übersetzung von Johann Philipp Lorenz Withof)

## Familie
Er heiratete am 13. August 1722 Agnes Margarethe Gleim (1696–1765) und hatte mit ihr vier Kinder:
- Balthasar Eberhard (1723–1755), Geheimrat ⚭ Agatha Margaretha van Berendregt
- Johann Philipp Lorenz (1725–1789) ⚭ Philippine Lüttringhausen (* 10. Juni 1739; † 8. Januar 1809)
- Johanna Magdalena Sybilla (1728–1789)
- Friedrich Theodor (1731–1782), Rektor des akademischen Gymnasiums in Lingen

Sein Sohn Johann Philipp Lorenz Withof dichtete mehrere Oden über seinen Vater.
Die Kerne der Wahrheit, nicht Hülsen und Rinden
Erwählest Du, Pflichten getreu.
Du denkest geläufig und denkest aus Gründen
Und denkest unermüdlich und neu.
Der Gedanke von Johann Philipp Lorenz Withof

## Schriften

Titelseite Praemetium crucium criticarum

- 1716: Exercitatio theologico-philologica: De polytheotheti antediluviana occasione Ioci Genesis IV, 26, quam sub praesidio A. Schumacheri, Bremen: Bauer.
- 1718: De utilitate humaniorum litterarum per omnes scientias
- 1720: De decreto Juliani apostatae circa scholas Christianorum claudendas
- 1721: Elegia / Joh. Hildebrand. Withofius Histor. Utriusque Eloquent. & Graecae Ling. Prof. Publ. (in Dissertatio Iuridica Inauguralis De Ficta (Quam Vocant) Mala Fide / Quam, ... Publicae disputationi submittit Henricus Gerhardus Schumacher Hammona - Marcanus. - Duisburgi ad Rhenum, 1721, S. 38–39)
- 1724: Elegia / Collegae Honoratissimo L. M. Q. Johannes Hildebrandus Withofius, Historiar. Eloquent. & Graec. Ling. Prof. Publ. Ordinar (in Nicolai Engelhardi Sermo Academicus De Philosopho. - Duisburgi ad Rhenum, 1724, S. 47–52). Online als PDF. (PDF) Archiviert vom Original (nicht mehr online verfügbar) am 16. März 2009; abgerufen am 8. Februar 2005.
- 1725: Elegia / Amicitiae ergo L.M.Q. Joh. Hildebr. Withofius, Histor. Eloquent. & Gr. Ling. Prof. Ordinar. (in Dissertatio Iuridica Inauguralis De Causa Siderata / Quam ... Publice tuebitur Auctor Nicolaus Eggers, Brema-Saxo. - Duisburgi ad Rhenum, 1725, S. 57–58)
- 1725: Cum tibi jam [iam] magnis procedere passibus artes, ... / L.M.Q. Joh. Hildebr. Withofius (in Dissertatio Theologica De Visione Eliae In Monte Horeb Prophetica / Quam ... Praeside Johanne Christiano Loers ... Publico Commilitonum examini exponit Responsurus Auctor Wilhelmus Ernestus Ewald, Birsteina-Isenburgicus. - Duisburgi ad Rhenum, 1725, S. 36)
- 1725: Wolverdientes Ehren-Gedächtniß Dem Hoch-Würdigen ... Herrn Marquard Ludwig ... von Printzen, Sr. Königl. Majest. in Preussen ... Ober-Hoff-Marschall, würcklichen Geheimen Etats- und Kriegs-Raht ... Denen Hochbetrübt-Hinterlassenen zum Trost ... : [Trauerschriften auf Marquard Ludwig von Printzen, preuß. Oberhofmarschall u. wirkl. geheim. Etats- und Kriegsrat, 1675-1725] ; So wol in Teutscher als Lateinischer Sprache auffgerichtet.
- 1726: Oratio Qua Sanctissimis Manibus Viri Reverendissimi, Illustrissimi Atque Excellentissimi Domini Dn. Marquardi Ludovici ... a Prinzen ... : Nomine Senatus Academici Anno MDCCXXVI In Academiae Regiae Duisburgensis Acroaterio Majore / Publice Parentavit Johannes Hildebrandus Withofius ...
- 1726: Elegia (in Danielis Gerdesii ..., Oratio Inauguralis De Docta In Theologia Ignorantia. - Duisburgi ad Rhenum, 1726, S. 62–64)
- 1736: Oda (in Disputatio Philosophica De Notione Extensi Ad Mundum Applicata / Praeside Nicolao Engelhard. Publice defendendam proponit Ludovicus Ludgerus. - Duisburgi ad Rhenum, 1726, S. 32–33)
- 1727: Carmen seculare ... Academiae Marburgensi, alterum Jubilaeum celebranti, Duisburg: Sas, 2 Bögen.
- 1727: Elegia / Ex animi sententia p. L. M. Q. Johan. Hildebr. Withofius, Historiar. Eloquent. & Graec. Ling. in Academia Duisburg. Professor Ordinari (in Oratio De Commodis Et Incommodis Muneris Scholastici / habita ... a Johanne Adolpho Baurmeistero. - Duisburgi ad Rhenum, 1727, S. 31–37)
- 1728: Elegia (in Henrici Theodori Pagenstecher, De Puteali Libonis Oratio. - Duisburgi ad Rhenum, 1728, S. 30–34)
- 1728: Elegia (in Joh. Jac. Schillingii Oratio Inauguralis De Philosophiae Experimentalis Genuina Indole. - Duisburgi ad Rhenum, 1728, S. 40–44)
- 1729: Viro amplissimo et consultissimo Domino Henrico Philippo Zaunschliffero ... de obitu parentis viri celeberrimi ... Domini Ottonis Philippi Zaunschlifferi, iurisconsulti ... consolatio / [Joh. Hildebrandus Withofius]
- 1730: Oratio secularis in memoriam jiugustanae Confessionis, Carolo V. exhibitae, Duisburg, 21 Bögen. Mit anschließendem lateinischen Gedicht über die Geschichte der Reformation
- 1730: Elegia / L. M. Q. Johan. Hildebr. Withofius (in Dissertatio Inauguralis Medica De Rhachitide / Publicae disquisitioni submittit Godofredus Melm. - Duisburgi ad Rhenum, 1730, S. 49–50)
- 1731: Specimen emendationum ad Guntlieri Ligurinum. Praemittitur sermo academicus de fatis studiorum, Duisburg: 2. Aufl. 1755.
- 1731: Impia vibratis facibus bacchatur Erinnys, [L. M. Q. Joh. Hildebr. Withofius Historiar. Eloquent. & Gr. Ling. Profess. Ordinar.] (in Dissertatio Juridica Inauguralis, De Collatione Donationis / Quam ... in Illustri Regia, quae Duisburgi Clivorum floret, Academia, Pro Summis in Utroque Jure Honoribus & Privilegiis Doctoralibus rite capessendis Ad diem ... Septembr. MDCCXXXI. Publicae eruditorum disquisitioni submittit Joh. Conradus Jacobus Adami Hanoviensis. - Duisburgi ad Rhenum, 1731, S. 37–38)
- 1731: Praemittitur sermo academicus de satis studiorum. - Duisburg 1731 bei Joh. Ovenius
- 1732: Descriptio status praesentis Universitatis Regiae Duisburgensis et professo-rum in ea publice docentium, in: Gerdes, Daniel, Miscellanea Duisburgensia, Duisburg, 1732, I, 121-143.
- 1732: Series professorum qui in Academia Duisburgensi publice hactenus docuerunt, in: Gerdes, Misc. Duis., 1/3, 538-542.
- 1732: Sciagraphia Historiae Academiae Regiae Duisburgensis, occasione magnifici regiminis annui virum ... J. A. Timmermann, Duisburg: Sas, 2. Auflage Leipzig,
- 1733: Oratio Panegyrica In Nuptias ... Frederici Regni Borussiae ... Ut Et ... Elisabethae Christinae ... Bevera-Brunovivensis Et Luneburgensis Domus Principiis, Sponsae ... Pridie Iduum Junii, MDCCXXXIII. publicis Ceremoniis celebratas : [Hochzeitsgückwünsche für Friedrich II., König von Preußen, und Elisabeth Christine, geb. Herzogin von Braunschweig, 1733] / habita ... à Johanne Hildebrando Withofio, 60 S.
- 1733: Gratulatio Qua Magnificos Academiæ Duisburgensis Fasces à Viro ... D. Henrico Theodoro A. A. F. Pagenstechero ... Rite susceptos Anno CI ICCXXXV. ipsis Idibus Octobris Prosequitur ... Joh. Hildebrandus Withofius ...
- 1734: Oda / L.M.Q. Johan. Hildebrandus Withofius (in 'Aqidat Sive Observationum Miscellanearum Ad loca Scripturae Historiam Patriarchae Isaaci Potissimum concernentia Stromateus / Quem ... Sub Praesidio Danielis Gerdesii ... Defendet Henricus de Critter, Vesaliensis. Duisburgi ad Rhenum, 1734, S. 43–44)
- 1734: (Beitrag in:) Casteel, Gerhard, Controversiae ecclesiastico-historicae, Köln. (Im Kapitel: De Alexandro III. conculcante collum Friderici Imperatori, S. 487.)
- 1735: Gratulatio in magnificos fasces viri H. Th. Pagenstecheri, annexis quibusdam veterum scriptorum emendationibus, Duisburg: Sas, 16 S.
- 1735: Grande quàm negotium, ... / L. M. Q. Joh. Hildebrandus Withofius Histor. Eloquent. & Graec. Ling. Prof. Ordinar. (aus Disputatio Theologica II. Ad locum Psalmi XXII. V. 26 - 30 / Quam ... Sub Praesidio Danielis Gerdesii S. S. Theol. Doct. Ejusdemque Facult. & Histor. Sacrae Prof. Publ. H. L. Q. S. Defendet Joh. Conradus Leo Scaphusa-Helvetius, Ad diem 29. Junii 1735. - Duisburgi ad Rhenum, 1735, S. 22–24)
- 1735: Oda / [L. M. Q. Joh. Hildebr. Withofius. Histor. Eloquent. & Gr. Ling. Prof. Ordin. h.t. Facult. Philos. Decanus.] (in Dissertatio Inauguralis Juridica De Errore Calculi / Quam ... in Perillustri, quae Teutopoli Clivorum est, Academia Regis Borussorum florentissima, Pro Nobilissimo Doctoratus Gradu In Utroque Jure ejusque Insigniis Honoribus & Privilegiis, more Majorum rite & legitime consequendis Ad censuram & disquisitionem tam solennem quam publicam exponit Johannes Carolus Jacob. Coenen Elverfelda-Montanus, Ad diem ... Decembris 1735, in Auditorio majori horis consuetis. - Duisburgi ad Rhenum, 1735, S. 34–36)
- 1736: Oda (in Dissertatio Anatomico-Theoretica Inauguralis, De Chylificatione / Publico Philiatrorum Examini submittit Johannes Jacobus Melm. - Duisburgi ad Rhenum, 1736, S. 60–61)
- 1737: Oratio de Teichinibus, antiquissimo totius terrarum orbis populo, Duisburg: Oven, 56 S
- 1737: Oda / L. M. Q. Joannes Hildeb. Withofius, Hist. Eloq. & Graec. Ling. Prof. Ord (in Dissertatio Theologico-Philologica Qua Nova Lux praefertur Loco Lev. XXI. 21. 22. 23. Atque Asseritur Vitio Creatis Vel Temeratis Sacerdotibus Nullum Fuisse Ius Comedendi Sanctissima / Quam ... Praeside Johanne ab Hamm ... Publico Eruditorum examini subjiciet Hardingius ab Hamm, Duisburgo-Clivensis, Respondens. - Duisburgi ad Rhenum, 1731, S. 54–56)
- 1738: Oratio de immodico allegandi inter eruditos abusu, Duisburg: Sas, 40 S. Accedit Insignum in Ovidii Nasonis Heroidum epistolas emendationum decas
- 1738: Dissertatio de maxime necessaria criticorum opera, in: d'Orville, Johann Philipp, Miscellaneae observationes criticae novae veteres et recentiores, Amsterdam; Waesberg, 1740–51, Bd. 1, 113–156.
- 1740: Idea magni principis, sive oratio panegyrica in obitum Serenissimi regis Borussiae Friderici Wilhelmi. Beinhaltet ebenfalls eine Elegie und historische und kritische Anmerkungen Duisburg, 20 Bogen,
- 1741: Oratio funebris ... Gottlieb Ephraim Berner, Duisburg: Sas, 31 S.
- 1741: Encaenia critica, sive Lucanus, Avianus et Maximianus, triga scriptorum veterum, primaevae integritati restituti, Wesel,
- 1742: Oratio funebris, quam ex decreto Senatus Academici viro amplissimo, et celeberrimo Dn. Joanni Arnoldo Timmermanno ... post peractas in Aede Salvatoris exsequias die XXIX. Novembris, Anni MDCCXLII. in Auditorio Academiae majori / habuit Joannes Hildebrand. Withofius, 39 S.
- 1742: Oratio Funebris, Quam Ex Consulto Et Decreto Senatus Academici Viro Nobilissimo, Experientissimo Et Celeberrimo Dn. Gottlibio Ephraim Bernero, Med. Doctori, & Professori in Academia Regia Duisburgensi ... : ... Die XV. Aprilis, Anni Epochae à N. Chr. receptae MDCCXLI / In Acroaterio Academiae majore habuit Joannes Hildebrand. Withofius ... 31 S.
- 1743: Oratio Funebris, Quam Ex Decreto Senatus Academici In Obitum Viri Summe Reverendi, Celeberrimi Et Doctissimi Dn. Joannis Christiani Loersii, S. Theologiae In Academia Regia Duisburgensi Doctoris Ac Professoris Publici: Post peractas in Aede Salvatoris exsequias Die VI. Aprilis Anni MDCCXLIII in Acroaterio Academiae majori / habuit Joannes Hildebrand. Withofius ...52 S.
- 1744: Oratio Funebris, Quam Ex Decreto Senatus Academici In Obitum Viri Maxime Reverendi, Celeberrimi, Et Doctissimi Dn. Guilielmi Neuhusii, S. Theologiae In Academia Regia Duisburgensi Doctoris Et Professoris Ordinarii: Post peractas in Aede Salvatoris exsequias Die XXVIII. Novembris Anni MDCCXLIV / in Acroaterio majori habuit Joannes Hildebrand. Withofius ....
- 1746: Oratio panegyrica de pace inter serenissimos Poloniae et Borussiae Reges, nec non Reginam Hungariae, nebst einer Elegie Duisburg.miami.uni-muenster.de
- 1746: Paterni voti pietas In Auspicatissimis nuptiis V. N. Balthasari Eberhardi Withofii Canonici ad Aedem Divi Petri Trajectini Filii sui longe dilectissimi Et Praenobilissimae matronae Agathae Margaretae de Berendrecht Viduae Heideggersiae Laudatissimae Die primo Julii Anno MDCCXLVI.
- 1747: Acclamatio votiva W Balthasari Eberhardo Withofio ad aedem divi Petri Traiectini canonico et designato oraculorum divinorum apud Lingenses interpreti ..., LingenJ Korff.
- 1747: Elegie (in Disputatio Iuridica Inauguralis De Legitima Matris Et Aviae Tutela / Publicae Eruditorum disquisitioni submittit Luderus Daniel Georgius Voss. - Duisburgi ad Rhenum, 1747, S. 84–85)
- 1748: Oratio Fvnebris [Funebris] Qvam [Quam] In Obitvm [Obitum] Viri Nobilissimi Ac Consvltissimi [Consultissimi] Domini Ioannis Arnoldi Rvlandi [Rulandi] Jvrivm [Iurium] Doctoris ... : Ex Decreto Senatvs Academici Die XIV. Janvarii, Anno MDCCXLVIII Dvisbvrgi ad Rhenvm / Finitis Exseqviis In Acroaterio Maiori Habvit Ioannes Hildebrandvs Withofivs ..., 23 S.
- 1748: Oratio funebris . .\. Christophorus a Raab, Duisburg: Sas, 52 S.
- 1749: Praemetium crucium criticarum, praeeipue ex Seneca Tragico. Online. Archiviert vom Original (nicht mehr online verfügbar) am 28. September 2007; abgerufen am 8. Februar 2005. Praemittitur: Oratio de origine et antiquitate urbis Duisburgensis ad Rhenum, Leiden: Luchtmann.
- 1752: funebris ... Caspar Theodor Summermann, Duisburg: Sträub, 64 S.
- 1752: Pietas Academica, sive Oratio, quam Viro Amplissimo, Consultissimo & Celeberrimo, Dn. Henr. Theod. Pagenstechero, Utriusque Juris [iuris] in Academia Regia Duisburgensi Doctori & Antecessori Seniori ac Primario: die XII. Junii, Anno MDCCLII, Ex Amplissimi Senatus Decreto / post peractas exsequias in Acroaterio majore habuit Joannes Hildebrandus Withofius ..., 84 S.
- 1752: Zuverlässige ... Nachricht, wie es mit Valerando Pollano, erstem reformierten Prediger zu Frankfurt am Main ... zugegangen, in: Fresen, Johann Ph., Actenmäßige Anmerckungen über Herrn J.H.Withofs ungegründete Nachricht, wiees mit V. Pollano ... zugegangen, Frankfurt/M.: Andreae. (Buchdruck von DIZ Nr. 12–15 (1752)). S. 1–47.
- 1752: Einige Nachricht vom Pollanus selbst, in Actenmäßige ..., S. 48–59 (Buchdruck von DIZ Nr. 16 (1752)).
- 1752: Gründliche Widerleg- und Beantwortung Herrn Johann Hildebrand Withofs, P. P. O. zu Duisburg, so betitulten: Zuverlässigen mit authentischen Stücken und Urkunden erwiesenen Nachricht, wie es mit Valerando Pollano, erstem reformirten Prediger zu Franckfurt am Mayn, und dessen Aufnahme daselbst, wahrhaftig zugegangen (von Poullain, Valérand)
- 1752: Johann Philipp Fresenii Actenmässige Anmerckungen über Joh. Hildebrand Withofs unbegründete Nachricht, wie es mit Valerando Pollano, erstem reformirten Prediger zu Frankfurt zugegangen ist
- 1753: Vertheidigung der ... Nachricht wie es mit V.Pollano ... wahrhaftig zugegangen, Duisburg, 88 S. (Buchdruck von DIZ Nr. 11–28 (1753))
- 1753: Elegia / ... dilectissimo libens accinebat Ioh. Hildebrandvs Withof, Historiar. Eloquent. & Graecae lingua, Professor Ordinarius (in Irregularitas Legibus Conveniens, Specimen Inaugurale Theoretico-Practicum / Qvod ... Pvblice Tvebitvr Henricvs Theodorvs Pagenstecher, Mevrsanvs. - Tevtobvrgi ad Rhenvm, 1753, S. [1 - 3])
- 1754: Wahrhafte Liturgie und Bekänntniss des Glaubens, wie solche von den zu Frankfurt am Mayn angekommenen Reformierten vor 200 Jahren überreicht worden (= Liturgica sacra seu ritus ministerii in ecclesia peregrinorum) Frankfurt a. M., 92 S. vorhanden: ÜB Bonn.
- 1754: Dissertationes binae, quarum prior agit de vero distichorum Dionysii Catonis auctore, posterior de vera distichorum lectione, in: Arntzenius, O., (Hrsgr.), Historia critica Catoniana ... adnexae sunt ... Withofii ... animadversiones selectae, Amsterdam, S. 513–578. 2. Auflage: 1759.
- 1755: Autobiographisches Gedicht auf seinem Stich von Mettelinus, Köln. (Wiederabdruck in: Leidenfrost, Oratio funebris ... J.H.Withof, Duisburg, 1769; deutsche Übertragung in Withof, Laurenz, Academische Gedichte, II, 144). Online. Archiviert vom Original (nicht mehr online verfügbar) am 16. Februar 2007; abgerufen am 9. Februar 2005.
- 1755: Joh. Hildebr. Withofii Specimen emendat. ad Guntheri Ligurinum.
- 1756: Acta sacrorum secularium Academiae Duisburgensis. In ordinem digesta et breyi historia festae solennitatis aliisque nonnullis monumentis illustrata, Duisburg. Carmen Seculare. Archiviert vom Original (nicht mehr online verfügbar) am 4. August 2007; abgerufen am 8. Februar 2005. Acta_Secularum. Archiviert vom Original (nicht mehr online verfügbar) am 28. September 2007; abgerufen am 22. September 2006. (Digitalisat)
- 1758: Dies caniculares. Ad filios, Duisburg: Böttcher, 79 S.Gedichte, Texte und Neues von J.H. Withof und J.P.L.Withof. Archiviert vom Original (nicht mehr online verfügbar); abgerufen am 29. Januar 2019.
- 1758: Monumentum pietatis, seu oratio funebris in ... obitum principis Augusti Guillielmi, regii principis Borussiae, Duisburg: Sträub,
- 1758: Joannis Hildebrandi Withofii Oratio de Origine et Antiquitate urbis Duisburgensis ad Rhenum habita ibidem Die XV. Octobris A. MDCCXLVIII cum tertia vice Fasces Academicos capesseret (Über die Geschichte und Ursprung der Stadt Duisburg), PDF
- 1759: Oratio, quam In Obitum Viri Plurimum Reverendi & Celeberrimi Domini Johannis ab Hamm, S. Theologiae Doctoris ... Bibliothecae Publicae Praefecti: die XX. Decembris, Anno MDCCLIX Ex Senatus Academici Decreto / post peractas exsequias in Acroaterio majore habuit Joh. Hildebr. Withof ....
- 1761: Elegie (in Dissertatio Inauguralis Iuridica Sistens Vindicias Doctrinae De Cauta Applicatione L. I. C. Ubi Pupilli Educari Debeant / Publice Ventilandam proponit Liborius Didericus Post. - Duisburgi ad Rhenum, 1761, S. 39–41)
- 1763: Oratio de causa, modo et exitu belli nuper gesti, qua ... Frederico II., regi Borussiae ... ob pacem cum ... Hungariae regina et rege Poloniae Hubertiburgi ... gratulatus est, Duisburg: Benthon.
- 1765: Historia Clivensis Ducatus, ex ore doctissimi J.H.Withoffii ... retulit J.D.Schlechtendahl.
- 1773: Bibliotheca Withofiana, Sive Catalogvs Librorvm Nitidissimae Bibliothecae Viri ... D. Io. Hildebr. Withof ... : Eorum Pvblica Fiet Avctio Die ... Octobr. ... 1773
- 1791: Grimm, Heinrich Adolf, (Hrsgr.), J.H. Withoffs kritische Anmerkungen über Horaz und andere Schriftsteller; nebst einer Beschreibung der lateinischen Handschriften in der Duisburgischen Universitätsbibliothek, Düsseldorf. (PDF)

Beiträge in den Duisburger Intelligenzzetteln
- 1736: Neue Erklärung der Worte Matth. XIX, 24.

Warum die Kriegsknechte dem Heiland das Kreuz abgenommen.
Die eigentliche Bedeutung des Wortes "monstrum".
Das Schrecken des Hauptmanns und dessen Ursache (zu Matth. XXVII. 54).
Verteidigung der Erklärung Matth. XIX, 24 gegen I. D. v. S.
- 1737: Der Name Ottomanische Pforte.

Stambol und dessen Name.
Geburtstage und deren verschiedene Gattungen.
Untersuchungen der Kinder am Rhein bey den alten Teutschen (zu Lucian).
Kaiser Friedrichs erdichtete Kopf tretung (zu Guntherus Ligurinus).
Ein ungedruckter Brief Melanchthons.
Von den Namens Veränderungen der Gelehrten.
Ein ungedruckter Brief Calvins.
Ein ungedruckter Brief Robert Reuchens.
Vom Namen Constitutio unigenitus (zu Ovid).
Critische Stellen des Arrianus vom fliegenden Kamel.
Entdeckung des Anonymi auctoris fabularum, welchen I. N. Reveletus herausgegeben.
Entdeckter Autor der lateinischen Tragödie Octavia. Das Vorrecht des Gebrauches einer Sprache.
- 1738: Ursprung der Namen "Schweiz" und "Schweizer".

Ursprung der Namen Germania, Germanien und Germanier (zu Pedo Albinovanus, Florus und Ovid).
Warum die Juden coelicolae genannt werden (zu Florus).
Warum die Juden der Abgötterey so spinnefeind geworden.
Von dem Titel der Bücher des Orosius Ormesta mundi.
Ursprung des Namens Westphalen.
Ablehnung und Entdeckung der wahren Bedeutung des Sprichwortes: Westphalus est sine pi, sine pu, sine con, sine veri.
Gedanken über Salomons Weisheit.
Ursprung des Namens Universität.
Ob ein römischer Konsul wieder nach der Prätur streben kann?
Von den Geschlechtsregistern der Pferde.
Vom wahren Ursprung des Titels der englischen Könige: Defensor fidei.
Von der Gewohnheit, ausgelöschte Leuchten vor den Sterbehäusern auszuhängen.
Vom Aberglauben der Alten, den Tod nicht zu nennen (zu Horaz und Florus).
- 1739: Curiose Entdeckung einer unbekannten Geschichte von den Samiern und Pienensern (zu Valerius Maximus).

Unerkannte Ursache der Fabel des stetigen Lachens des Democritus und Weinens des Heraclitus.
Vermeynte Crocodiistränen des ehemaligen Kaisers Caligula widerlegt (zu Suetonius).
Vom wahren Ursprung der Fabel des Schwanengesanges.
Anweisung und Entdeckung einer neuen Sittenschule (zu Senecas)
Entdeckter Autor des alten Panegyrici ad Calpurn. (Pisonem)
Wahrer Ursprung des Namens der Stadt Wesel.
Widerlegung des Irrtums, dass Vellejus Paterculus der Varianischen Schlacht beygewohnt.
Von dem uralten Teutschen Wort "sal".
Von der großen Verderbung der Schriften des Vellejus.
Curiose Entdeckung von der Schreibekunst Carls des Großen.
Anmerkungen von den Syrischen und Ägyptischen Geschwüren (zu Horaz).
Anmerkungen über den Biß eines tollen Hundes (zu Plinius).
Entdeckung des wahren Urhebers der Distichorum Catonis.
- 1740: Sonderbare Nachricht von der Person und Leben Johannis Corputii und dessen alten Abriß der Stadt Duisburg.

Ein bisher ungedrucktes Chronicon (der Stadt Duisburg), nebst vielen Anmerkungen; (bis 1742).
- 1742: Anmerkung über Pompilii Numae Ankunft zur Regierung.

Gedanken über den verkehrten Anschlag der Römer, sich durch Julii Cäsans Ermordung wieder in Freyheit zu setzen.
Von der Statur Davids.
Nachlese vom Leben Horatii.
Von den römischen Legibus duodecim tabularum (zu Ausonius).
Verteidigung ... des wahren Ursprungs des Sprichwortes: "Westphalus est sine pi, etc." (Vgl. 1738).
Von der Person, Leben und Schriften Homanni Rennecheri.
Von Paradoxis (9 Beispiele).
Nachricht von dem Leben, Schriften und Verdiensten des Johannes von Münster zu Vortlage. (1743, no. 25-32)
Von Caroli Magni Krone und anderen Reliquien zu Osnabrück.
Von einer Gewohnheit (des Mittelalters), jemand durch Anvertrauung der Reichskleynodien, bei dem Absterben, zur Nachfolge zum Kaisertum zu befördern.
Von einer verborgenen Schreibart der Alten (zu Justin).
Ob die Juden vom Könige Xerxes bezwungen ...
Ob der Buchstabe "D" unter die lateinischen Zahlbuchstaben zu rechnen.
Entdeckung eines Marterrocks der ersten Christen zu Rom (zu Juvenal). Warum und in welchem Sinne die alten Römer Herren der ganzen Welt genannt worden.
Vom Nutzen einer sauberen Handschrift (zu Flavius Vopiscus).
Ursprung der Gewohnheit der Großen, sich durch Gemälde zu erfreuen.
- 1744: Eigentliche Nachricht von Alexander Severus Lararius und vermeintem Christentum.

Neue Anmerkungen von dem Alexander Severus (zu Lampridius).
Des Kaisers Commodus sonderbarer Aufzug als römischer Konsul (zu Julius Capitolinus).
Entdeckung des wahren Gemütscharakters Domitians.
Ursache der erstaunlichen Kriegsheere der Alten (zu Trebellius Pollio).
Historisch-politische Anmerkung über den Gebrauch der Namen Cesar, Imperator und Augustus.
Entdeckung des Ursprungs der Namen Alemanni und Alemannia.
Entdeckter Umstand aus dem Testament des Augustus (zu Suetonius).
Aus dem Testament des Antoninus Pius (zu Julius Capitolinus).
Nachricht von dem Leben und Schriften des Conrad Heresbach.
Neue Anmerkung über die strenge Manneszucht des Kaiser Aurelian (zu Vopiscus).
- 1745: Von den Gold führenden Flüssen (zu Claudianus).

Ursprung des Aberglaubens, dass einer bald sterben müsse, der seinen Namen von
einem unbekannten nennen höret (zu Horaz).
Von der Bescheidenheit (zu Phaedrus).
Wunderliche Eigenschaften des Krampffisches (zu Claudianus).
Mißverstand des Namens Westfriesland.
Unförmlichkeit des Namens der sieben Provinzen des Vereinigten Niederlandes.
Ursprung des Sprichwortes: Von Dietrich von Bern und den blauen Endten etwas erzählen.
Die Zufriedenheit mit seinem Stande.
Erstaunliche Seemacht und Schiffahrt der alten Cretenser.
Ursache des Spruches des Epimenides von dem Lügen der Cretenser.
Von den zwei in der Heiligen Schrift angeführten Versen des Aratus und Menander.
Beschreibung des Neides (zu Ovid).
Von den Rätseln der Alten (zu Lactantius).
- 1746: Das ganze Symposium des Lactantius auf eine gründliche Weise ausgebessert und in deutsche Verse übersetzet. Drei Bücher, 33 Stück.
- 1747: Fünfzehn Discurse von den vornehmsten Taten und Verrichtungen des Kaisers Fridericus Barbarossa nebst Ausbesserung vieler merkwürdiger Stellen aus Guntherus Ligurinus.

Entdeckung einer sonderbaren Quelle vieler epidemischer Irrtümer in der Historie.
Nestors Jahre und dessen wahres Alter.
Neu entdeckte Umstände des Unterganges der ägyptischen Königin Cleopatra
(zu Properz). Was die Alten eigentlich durch "barbaros" verstanden.
- 1748: Allerhand verschiedene historische, moralische und curiose Betrachtungen über den Horaz. (48 Stück).
- 1750: Grund und Ursprung des dreifachen Klostergelübdes in der römisch-katholischen Kirche.

Nachricht von einer auf der Universität zu Duisburg vorgefallenen Jubelfeier.
Nachricht vom Leben, Schriften und Verdiensten des Johannes Pollius.
- 1751: Entdeckung der wahren Ursache, warum Ovid ins Elend verwiesen worden.

Verzeichnis derjenigen, welche sich jemals im Herzogtum Cleve durch öffentliche Schriften hervorgetan haben.
- 1752: Nachricht von dem Professor Summermann.

Zuverlässige, mit authentischen Stücken und Urkunden erwiesene Nachricht, wie e mit dem Valerandus Polanus, erstem reformierten Prediger zu Frankfurt am Main und dessen Aufnahme daselbst, wahrhaftig zugegangen.
Einige Nachricht vom Polanus selbst.
Ein alter eingeschlichener Fehler aus dem Horaz.
Entdeckung eines falschen, aber bisher unbekannten Messias.
Mutmaßung über des Suetonius sogenannten Christum.
Untersuchung, warum Constantin der Große den kaiserlichen Sitz nach Konstantinopel versetzt.
Zweiter Teil derer, die sich jemals im Clevischen durch Schriften hervorgetan haben.
Bekanntmachung eines Schreibens Philipp Melanchthons.
Anmerkungen über einen geographischen Irrtum wegen der Stadt Epidaurus bei Ovid. /
Nachricht von dem Leben, Schriften und Verdiensten und Absterben des Carl Andreas Düker.
Anmerkungen über das Wort Canton.
Verteidigung der zuverlässigen mit authentischen Stücken und Urkunden erwiesenen Nachricht, wie es mit dem Valerandus Polanus wahrhaftig zugegangen; samt kurzer, doch gründlicher Widerlegung der dagegen gemachten Einwendungen.
Anmerkung über die Beschaffenheit der Zunge (zu Jacobus 3,6).
Besondere Anmerkung über die Cimbrer.
Von dem wahren Wert und Unwert der alten Handschriften, durch Exempel erwiesen.
- 1754: (Fortsetzung).

Besondere Entdeckung des Begehrens des Diogenes Cynicus wegen seines Begräbnisses.
- 1755: Betrachtungen einiger Hindernisse, neue Wahrheiten zu entdecken.

Bedenken über die Ausgaben der alten römischen und griechischen Scribenten.
- 1756: Besondere Nachricht von erstaunlichen Erdbeben der alten Welt.

Nachricht von den Schriften, welche die Gelegenheit der akademischen Jubelfeier zu Duisburg daselbst ans Licht gestellt.
Curiose Anmerkungen über den Lorbeerbaum, der auf Vergils Grabe gefunden wird.
Besondere Nachricht von einer vor anderthalb hundert und mehr Jahren unweit Duisburg vom Rhein verschlungene Kirche, samt den herumliegenden Häusern zu Haien.
Besondere Nachricht von einem alten Bildersaale der Päpste in dem Lateranischen Palast zu Rom.
- 1757: Anmerkung über die Kostbarkeit ... des Nardenwassers bei den Alten.

Nachricht von Hennings Ludovicus, Mindanus, einem bisher ganz unbekannten gelehrten Schriftsteller.
Dritter Teil des kurzen Verzeichnisses derer, welche sich jemals im Herzogtum Cleve durch öffentliche Schriften hervorgetan haben.
Einige Anmerkungen über das Immatrikulieren der Studierenden auf Universitäten.
Was für einen Einfluß die Hauszucht auf die Wohlfahrt des gemeinen Hauswesens habe (zu Horaz u. a.).
Von den wahren Ursachen der seltsamen Wahl des persischen Königs Darius Hystaspis.
Entdeckung der wahren Umstände des Zweikampfes des alten Römers Valerius Corvinus.
Beschreibung des Zweikampfes zwischen Amycus und Pollux bei Valerius Flaccus.
Das beste und sicherste Mittel, zukünftige Dinge zu wissen.
- 1757: Ursprung und Absicht des Gedichtes vom Vogel Phoenix (zu Lactantius).

- 1758: Erneuertes Andenken eines weltberühmten Kaufmanns Ludewig de Geer.

Der Umgang mit Wolle und Flachs (zu Statius u. a.).
Von der Gefahr des Unterganges, welcher man nach Meinung der Alten in der Gesellschaft eines Mißetäters unterworfen sei.
Ob vor der Sintflut Kriege, warum, und auf welche Manier sie geführet wurden.
Von der Correspondenz und dem daher entstandenen Postwesen (zu Horaz).
Einige Nachricht von Ummidius (zu Horaz).
Was den Kaiser Augustus eigentlich bewogen, dem Horaz, Virgil, Varius und anderen Dichtern seiner Zeit so viele Gunst zu erweisen (zu Horaz).
- 1760: Moralische Gedancken über die Geschichte unmenschlicher Tyrannen.

Nachricht von dem Turm des Mäcenas (zu Horaz).
Neue Zugabe zu dem Verzeichnis derer, welche sich jemals im Herzogtum Cleve durch öffentliche Schriften hervorgetan.
Eine besondere und merkwürdige Nachricht von einem ehemaligen berühmten Kriegsobristen im Westphälischen Kreise: Meinhard von Hamm.
Anhang zu der "Neuen Zugabe zu dem Verzeichnis klevischer Schriftsteller." Nachricht von einigen bisher ganz unbekannten Schriften der alten römischen Poetin Sulpicia.
Nachricht von Bernhard Rottendorf.
- 1761: Von den alten Galliern.

Neue Anmerkungen und Verbesserungen einer schweren Stelle des alten sog. Cato. Nachricht von Heinrich Bomelius, dem Urheber des Buches "De bello Trajectino".
Von der alten Römer Üppigkeit in Erbauung der Wasser-Castelle (zu Horaz). Besondere Gedanken über die Umstände der Geburt Karls des Großen.
- 1762: Untersuchung des Grundes, warum der athenienische Draco so strenge Gesetze gegeben Von demjenigen, was in Erzählungen übertrieben, zu vielen Irrtümern und Unwahrheiten in der Geschichte Anlaß gegeben.

Von der Schädlichkeit der Abbreviaturen.
- 1763: Duisburgs Freude über den herrlichen Frieden ihres glorwürdigsten Königs.

Von dem Unfug des Sprichwortes: Je gelehrter, je verkehrter.
Welcher Gestalt, wann und von welchen Amerika am ersten sei bevölkertworden.
- 1767: Von dem heurigen außerordentlichen Mangel des Wassers in Deutschland.

Erörterung der Frage, ob mit Grund zu hoffen sei, daß die alten Schriftsteller aus Handschriften jemals zu ihrer ursprünglichen Richtigkeit gebracht werden können.
- 1768: Point d'honneur, dessen schädlicher und schändlicher Mißbrauch im gemeinen Leben.
- 1769: Kommentar zur Abschaffung der Studentenorden